# Oviedo Express
Pour plus de détails, voir Fiche technique et Distribution.
Oviedo Express est un film espagnol réalisé par Gonzalo Suárez, sorti en 2007.

## Synopsis
En 1885, une troupe de comédiens se rend en train à Oviedo pour mettre en scène une pièce inspiré de La regenta de Leopoldo Alas.

## Fiche technique
- Titre : Oviedo Express
- Réalisation : Gonzalo Suárez
- Scénario : Gonzalo Suárez d'après la nouvelle La Peur de Stefan Zweig
- Musique : Carles Cases
- Photographie : Carlos Suárez
- Montage : Celia Cervero
- Production : Juan Gona
- Société de production : Gonafilm
- Pays :  Espagne
- Genre : Comédie dramatique
- Durée : 109 minutes
- Dates de sortie : 
  -  Espagne : 31 octobre 2007

## Distribution
- Carmelo Gómez : Benjamín Olmo
- Aitana Sánchez-Gijón : Mariola Mayo
- Bárbara Goenaga : Emma
- Maribel Verdú : Mina
- Alberto Jiménez : Ernesto de Villamarín
- Najwa Nimri : Bárbara
- Jorge Sanz : Álvaro Mesía
- Víctor Clavijo : Leopoldo
- Rulo Pardo : Pirindolo
- Abel Vitón : Víctor
- Silvia Marty : Petra
- Tino Díaz : Ángel

## Distinctions
Le film a été nomme pour sept prix Goya.